# Bonded valve seat
Bonded valve seat (BVS, gelijmde klepzitting) is een systeem waarbij de klepzittingen in de cilinderkop van een viertaktmotor gepuntlast worden. Hierdoor kunnen veel kleinere klepzittingen (dus grotere kleppen) toegepast worden en ontstaat er een veel betere warmte-afgifte naar de cilinderkop. Het systeem werd vanaf 1991 ontwikkeld door Yamaha samen met de Nihon Piston Ring Company.